# El Moctar Incha
Pour les articles homonymes, voir El-Moctar.
El Moctar Incha est un ancien gouverneur traditionnel touareg d'Agadez, au Niger.
En 1992, il est arrêté par les forces armées du gouvernement du Niger pour ses liens présumés avec la rébellion touarègue de 1990-1996,.